# Costarina izabal
Espèce
Costarina izabal est une espèce d'araignées aranéomorphes de la famille des Oonopidae.

## Distribution
Cette espèce est endémique du département d'Izabal au Guatemala,. Elle se rencontre à Morales.

## Description
Le mâle holotype mesure 1,72 mm et la femelle 1,90 mm.

## Étymologie
Cette espèce est nommée en référence au lieu de sa découverte, le département d'Izabal.

## Publication originale
- Platnick & Dupérré, 2012 : The goblin spider genus Costarina (Araneae, Oonopidae), Part 1. American Museum Novitates, no 3730, p. 1-64 (texte intégral).